# Врастама
Вра̀стама или Враста̀ (на гръцки: Βράσταμα или Βραστά) е село в Егейска Македония, Гърция, част от дем Полигирос в административна област Централна Македония.

## География
Врастама е разположено в центъра на Халкидическия полуостров в западната част на планината Холомонда на 11 километра източно от Полигирос.

## История

### Средновековие
Врастама е едно от най-старите селища на Халкидика. Първото му споменаване е от 868 година, когато Свети Евтимий се заселил в района Врастаму (Βραστάμου).

### В Османската империя
В 1694 година е отбелязано като Голяма Враста (Vrasta-I kebir). Църквата „Благовещение Богородично“ е от 1814 година.
Александър Синве („Les Grecs de l’Empire Ottoman. Etude Statistique et Ethnographique“) в 1878 година пише, че във Власта (Vlasta), Касандрийска епархия, живеят 1500 гърци.

### В Гърция
В 1912 година, по време на Балканската война, във Врастама влизат гръцки части и след Междусъюзническата война в 1913 година остава в Гърция.
| Име                         | Име            | Ново име   | Ново име    | Описание                             |
| --------------------------- | -------------- | ---------- | ----------- | ------------------------------------ |
| Стревендзос или Стревендзас | Στρεβεντζάς    | Кладеро    | Κλαδερό     | възвишение на ЮИ от Врастама (337 m) |
| Сокови                      | Σόκοβη         | Рахула     | Ραχούλα     | местност на Ю от Врастама            |
| Ахмед Селада                | Άχμέτ Σελάδα   | Корфовуни  | Κορφοβούνι  | връх на СЗ от Врастама (693 m)       |
| Караджа Амбели              | Καρατζά Αμπέλι | Маврабелос | Μαυράμπελος | местност на СИ от Врастама           |
| Селка                       | Σέλκα          | Воскотопос | Βοσκότοπος  | местност на ЮИ от Врастама           |
| Бахуци                      | Μπαχούτση      | Номи       | Νομή        | местност на СИ от Ормилия            |
| Валица                      | Μπλάτσα        | Платома    | Πλάτωμα     | река на Ю от Врастама                |
| Банцу                       | Μπαντσοΰ       | Хортария   | Χορτάρια    | местност на СИ от Врастама           |
| Драньос                     | Ντράνιος       | Корфула    | Κορφούλα    | връх на СЗ от Врастама (762 m)       |

## Личности
Родени във Врастама
- Димитриос Парадисис, участник в гръцката Война за независимост
- Йоанис Карадзовалис (1888 – 1936), известен гръцки разбойник